# Communauté de communes du Vihiersois-Haut-Layon
La communauté de communes du Vihiersois Haut-Layon est une ancienne communauté de communes française située dans le département de Maine-et-Loire et la région Pays de la Loire.
Elle se situait dans la région des Mauges.
L'intercommunalité rassemblait six communes sur plus de 266 km2.

## Historique
La communauté de communes du Vihiersois Haut-Layon a été créée le 21 août 2001,.
En 2012, l'intercommunalité modifie ses statuts en y ajoutant la construction et la gestion d'un pôle santé.
En septembre 2015, les conseils municipaux de sept des douze communes membres de la communauté de communes (Les Cerqueux-sous-Passavant, La Fosse-de-Tigné, Nueil-sur-Layon, Tancoigné, Tigné, Trémont et Vihiers) votent en faveur de la création d'une commune nouvelle baptisée Lys-Haut-Layon, dont la création a été officialisée par arrêté préfectoral du 18 décembre 2015 et qui est effective depuis le 1er janvier 2016.
Le 1er janvier 2016, la communauté de communes du Vihiersois-Haut-Layon met fin à l'exercice de ses compétences. Elle garde sa personnalité morale en vue de sa liquidation. Elle se retire également du Pays de Loire en Layon
Le schéma départemental de coopération intercommunale de Maine-et-Loire, approuvé le 22 janvier 2016 par la commission départementale de coopération intercommunale, envisage la fusion des communes figurant dans le périmètre de la communauté de communes du Vihiersois-Haut-Layon avec la communauté d'agglomération du Choletais et la communauté de communes du Bocage à partir du 1er janvier 2017.
La communauté de communes est dissoute par un arrêté en date du 30 septembre 2016.

## Géographie
La communauté de communes du Vihiersois Haut-Layon se situe au sud du département de Maine-et-Loire, dans les Mauges, autour de la ville de Vihiers.
Sa superficie est de près de 267 km2 (26 688 hectares), et son altitude varie de 42 mètres (Montilliers) à 214 mètres (Saint-Paul-du-Bois).

### Composition
La communauté de communes du Vihiersois Haut-Layon regroupe six communes depuis le 1er janvier 2016 (date de création de la commune nouvelle de Lys-Haut-Layon dont le siège est dans la commune déléguée de Vihiers, qui était déjà siège de l'ancienne commune-association).
| Nom                    | Code Insee | Gentilé       | Superficie (km2) | Population (dernière pop. légale) | Densité (hab./km2) |
| ---------------------- | ---------- | ------------- | ---------------- | --------------------------------- | ------------------ |
| Lys-Haut-Layon (siège) | 49373      |               | 178,86           | 7 849 (2014)                      | 44                 |
| Cernusson              | 49057      | Cernussonais  | 8,45             | 351 (2014)                        | 42                 |
| Cléré-sur-Layon        | 49102      | Cléréens      | 21,74            | 346 (2014)                        | 16                 |
| Montilliers            | 49211      | Montéglésiens | 26,34            | 1 215 (2014)                      | 46                 |
| Passavant-sur-Layon    | 49236      | Passavantais  | 4,91             | 126 (2014)                        | 26                 |
| Saint-Paul-du-Bois     | 49310      | Saint Paulais | 26,58            | 606 (2014)                        | 23                 |

Avant le 1er janvier 2016, la communauté de communes regroupait douze communes :
- l'ancienne commune-association de Vihiers, groupant alors 3 communes associées : Saint-Hilaire-du-Bois, Vihiers et Le Voide, devenues communes déléguées dans la commune nouvelle de Lys-Haut-Layon ;
- les six anciennes communes simples de Les Cerqueux-sous-Passavant, La Fosse-de-Tigné, Nueil-sur-Layon, Tancoigné, Tigné, Trémont, devenues communes déléguées dans la commune nouvelle de Lys-Haut-Layon ;
- les cinq autres communes simples inchangées de Cernusson,  Cléré-sur-Layon, Montilliers, Passavant-sur-Layon et Saint-Paul-du-Bois.

### Démographie
| 2002 | 2004 | 2006  | 2009   | 2012   | 2013   | 2015 |
| ---- | ---- | ----- | ------ | ------ | ------ | ---- |
| -    | -    | 9 938 | 10 299 | 10 467 | 10 511 | -    |

### Logement
On comptait en 2009, sur le territoire de la communauté de communes, 4 776 logements, pour un total sur le département de 360 144. 87 % étaient des résidences principales, et 73 % des ménages en étaient propriétaires.

### Revenus
En 2010, le revenu fiscal médian par ménage sur la communauté de communes était de 15 741 €, pour une moyenne sur le département de 17 632 €.

### Économie
Sur 1 005 établissements présents sur l'intercommunalité à fin 2010, 40 % relevaient du secteur de l'agriculture (pour 17 % sur l'ensemble du département), 5 % relevaient du secteur de l'industrie, 9 % du secteur de la construction, 37 % du secteur du commerce et des services (pour 53 % sur le département) et 11 % de celui de l'administration et de la santé.

## Politique et administration

### Siège
Le siège de la communauté de communes est fixé à Vihiers.

### Présidence
| Période                                  | Période | Identité        | Étiquette | Qualité          |
| ---------------------------------------- | ------- | --------------- | --------- | ---------------- |
| 2001                                     | 2016    | Philippe Algoet | DVD       | Maire de Vihiers |
| Les données manquantes sont à compléter. |         |                 |           |                  |

### Compétences
Domaines d'intervention de l'établissement public de coopération intercommunale (EPCI) CC Vihiersois-Haut-Layon :
- aménagement de l’espace communautaire, dont schéma de cohérence territoriale et schéma de secteur ;
- développement économique, dont gestion des zones ou parc d’activité d’intérêt communautaire ;
- entretien de voirie d’intérêt communautaire ;
- protection de l’environnement, dont élimination et valorisation des déchets des ménages ;
- assainissement, gestion d’un service public d’assainissement non collectif ;
- politique du logement social d’intérêt communautaire et gestion d’un espace destiné à l’accueil des gens du voyage ;
- gestion d’équipements culturels et sportifs d’intérêt communautaire ;
- actions de développement culturel ;
- action sociale d’intérêt communautaire ;
- actions dans le domaine du tourisme ;
- lutte contre l’incendie.

### Finances
Comptes du groupement à fiscalité propre (GFP) de CC Vihiersois-Haut-Layon :
| Chiffres clés                             | En milliers d'Euros | En euros par habitant | Chiffres 2007 |
| ----------------------------------------- | ------------------- | --------------------- | ------------- |
| Total des produits de fonctionnement (A)  | 1 644               | 154                   | 1 285         |
| Total des charges de fonctionnement (B)   | 1 446               | 136                   | 1 251         |
| Résultat comptable (R=A-B)                | 197                 | 18                    | 33            |
| Total des ressources d'investissement (C) | 213                 | 20                    | 448           |
| Total des emplois d'investissement (D)    | 243                 | 23                    | 353           |
| Capacité d'autofinancement                | 299                 | 28                    | 36            |
| Encours de la dette au 31/12              | 940                 | 88                    | 245           |
| Annuité de la dette                       | 105                 | 10                    | 28            |

| Fiscalité locale                                                        | Taux    |
| ----------------------------------------------------------------------- | ------- |
| Taxe d'habitation                                                       | 4,86 %  |
| Foncier bâti                                                            | 4,45 %  |
| Foncier non bâti                                                        | 8,82 %  |
| Foncier non bâti (taxe additionnelle)                                   | 0,00 %  |
| Cotisation foncière des entreprises (fiscalité additionnelle)           | 3,49 %  |
| Cotisation foncière des entreprises (fiscalité prof. unique ou de zone) | 19,42 % |